# Правильный 5-симплекс
| Гексатерон (правильный 5-симплекс)                                                                                   | Гексатерон (правильный 5-симплекс) |
| --- | ---------------------------------- |
| Стереографическая проекция на трёхмерное пространство центральной проекции на четырёхмерное пространство гексатерона |                                    |
| Тип | Правильный пятимерный политоп      |
| Символ Шлефли | {3,3,3,3}                          |
| Диаграмма Коксетера — Дынкина                                                                                        |                                    |
| 4-мерных ячеек | 6                                  |
| Ячеек | 15                                 |
| Граней | 20                                 |
| Рёбер | 15                                 |
| Вершин | 6                                  |
| Вершинная фигура | 5-ячейник                          |
| Двойственный политоп                                                                                                 | Он же                              |

Правильный 5-симплекс, или правильный гексатерон, или просто гексатерон — пятимерное геометрическое тело, правильный политоп, ограниченный шестью гранями-пятиячейниками. Представляет собой пятимерный вариант правильного симплекса.
Состоит из 6 4-мерных граней-пятиячейников, 15 правильнотетраэдрических ячеек, 20 граней — правильных треугольников, 15 рёбер и 6 вершин. Одна из множества проекций правильного 5-симплекса на плоскость — шестиугольник с вписанной в него гексаграммой. Двугранный угол гексатерона равен arccos(0,2), то есть примерно 78,46°.

## В прямоугольной системе координат
Гексатерон может быть получен из пятиячейника путём добавления шестой вершины, равноудалённой от всех других вершин исходного пятиячейника.
Гексатерон можно разместить в Декартовой системе координат следующим образом (длина ребра тела равна 2):
{\displaystyle \left({\sqrt {1/15}},\ {\sqrt {1/10}},\ {\sqrt {1/6}},\ {\sqrt {1/3}},\ \pm 1\right)}
{\displaystyle \left({\sqrt {1/15}},\ {\sqrt {1/10}},\ {\sqrt {1/6}},\ -2{\sqrt {1/3}},\ 0\right)}
{\displaystyle \left({\sqrt {1/15}},\ {\sqrt {1/10}},\ -{\sqrt {3/2}},\ 0,\ 0\right)}
{\displaystyle \left({\sqrt {1/15}},\ -2{\sqrt {2/5}},\ 0,\ 0,\ 0\right)}
{\displaystyle \left(-{\sqrt {5/3}},\ 0,\ 0,\ 0,\ 0\right)}